# Yu Xinna
Yu Xinna (* 3. August 1986) ist eine chinesische Curlerin. Sie ist Mitglied des Harbin Curlingclub und spielte zuletzt auf der Position des Second in der Mannschaft von Liu Sijia.
Yu nahm 2003 das erste Mal an internationalen Meisterschaften – den Pazifikmeisterschaften – auf der Position des Third teil. Bei der Pazifikmeisterschaft 2004 gewann sie mit Skip Wang Bingyu die Silbermedaille als Ersatzspielerin im chinesischen Nationalteam. Ihre nächste Teilnahme an diesem Wettbewerb erfolgte erst zehn Jahre später. Bei der Pazifik-Asienmeisterschaft 2014 spielte sie im Team von Liu Sijia auf der Position des Second und gewann die Goldmedaille. Im darauffolgenden Jahr wurde sie mit der chinesischen Mannschaft die Silbermedaille. 
Von 2005 bis 2007 gewann Yu mit ihrem Team bei den Junioren-Pazifikmeisterschaften und qualifizierte sich damit jeweils für die Junioren-Weltmeisterschaft.
Bei ihrer zweiten Teilnahme (nach 2005) an der Weltmeisterschaft 2011 gewann sie als Ersatzspielerin im Team von Wang Bingyu die Bronzemedaille.